# Prašuma Sinharaja
Sinharaja (singalski sinha je "lav", a raja je "kralj") je tropska kišna šuma na jugozapadu Šri Lanke. Ova prašuma je velika 6.092 hektara, a nalazi se između 300 i 1170 metara nadmorske visine, uključujući vrhove Pinipitigala i Mulawella.
Nacionalni park Sinharaja je osnovan još 1875. godine kao Šumski rezervat, a od 1978. kao Rezervat biosfere. On je od 1988. godine upisan na UNESCOv popis mjesta svjetske baštine u Aziji i Oceaniji kao zadnje veliko, povezano šumsko područje na otoku. Poznato je po svojoj ogromnoj bioraznolikosti i brojnim endemskim vrstama, osobito pticama (21 vrsta). Sinharaja je također dom za više od 60% endemskog drveća i 830 (50%) endemskih vrsta sisavaca, leptira (kao što je jako rijetka vrsta Graphium antiphates), insekata, reptila i vodozemaca Šri Lanke. Ugroženi sisavci koji obitavaju u parku su leopard i indijski slon. 
Od 21 vrste ugroženih ptica tu se mogu naći: Šrilankanski šumski golub (Columba torringtoni), Šrilankanska plava svraka (Urocissa ornata) i Malkoha crvenog lica (Phaenicophaeus pyrrhocephalus), a od posebnog značaja je i Širokokljuna zlatovrana (Eurystomus glaucurus). Neobična pojava među pticama u ovom parku je to da se kreću u mješovitim jatima, tako Reketorepi Drongo dijeli jato s Narančastokljunim pjevicama.
Od reptila i vodozemaca mogu se naći: ugroženi piton, gruborožni gušter (Ceratophora aspera) i endemska uskousna žaba (microhylid). Ugrožene ribe su: Pijetlorepa riba (Belontia signata), glatkoprsna zmijoglavica (Channa orientalis), Crvenorepi glavoč (Sicyopterus halei), te tropske morske ribe, Purpurni šaran (Puntius nigrofasciatus) i Rumeni šaran (Puntius titteya).

### Ptice NP Sinharaja:
- Columba torringtoni
- Urocissa ornata
- Phaenicophaeus pyrrhocephalus
- Loriculus beryllinus
- Gallus lafayetii